# Scopula extremata
Scopula extremata är en fjärilsart som beskrevs av W. Warren 1897. Scopula extremata ingår i släktet Scopula och familjen mätare. Inga underarter finns listade.